# Кетлін Беттл
Кетлін Беттл (англ. Kathleen Battle; нар. 13 серпня 1948, Портсмут, Огайо, США), — американська оперна співачка (сопрано).